# 黎順里
25°01′02″N 121°33′17″E / 25.017264°N 121.554732°E
黎順里為台北市信義區六張犁地區的一個里，該里位於信義區西方，下轄20鄰，人口約3757人。原為大安區之一部分，於1946年時成立，1967年劃編增設黎平里；1974年再由黎平里分出，設黎順里。1990年併入新設之信義區。

## 地理位置
東至：吳興街284巷22弄與雙和里為界
西至：基隆路二段中心線、和平基隆路口圓環與大安區為界
南至：崇德街中心線與黎平里為界
北至：嘉興街219巷及信安街103巷、吳興街284巷22弄分別與嘉興里、景勤里、雙和里為界

## 環境
黎順里屬六張犁地區發展最高的里之一，里內多屬公寓住宅。該里有五成以上的山坡地，範圍包含整座六張犁山以及鄰近台北醫學大學邊界的老舊社區，崇德街沿線都是六張犁最早開發的區域，也是六張犁地區的交通樞紐。
黎順里也是整個六張犁地區唯一沒有領取臺北市第二殯儀館回饋金的里。

## 里內設施
- 文湖線六張犁站
- 臺北市私立喬治高級工商職業學校
- 蔣渭水先生紀念廣場

## 外部連結
- 台北市信義區公所